# 스킴 (수학)
대수기하학에서 스킴(영어: scheme, 프랑스어: schéma 스케마[*])은 국소적으로 가환환의 스펙트럼과 동형인 공간이다. 대수다양체와 대수적 정수환들의 공통적인 일반화이다.

## 정의
아핀 스킴(영어: affine scheme)은 (1이 있는) 어떤 가환환의 스펙트럼과 동형인 국소환 달린 공간이다.
스킴은 국소적으로 아핀 스킴과 동형인 "공간"이다. 이 개념은 다음과 같은 방법으로 엄밀하게 정의할 수 있다.

### 국소환 달린 공간을 통한 정의
스킴은 국소적으로 아핀 스킴과 동형인 국소환 달린 공간이며, 스킴의 범주 {\displaystyle \operatorname {Sch} }는 스킴으로 구성된, 국소환 달린 공간의 범주 {\displaystyle \operatorname {LocRingedSp} }의 충만한 부분 범주이다. 즉, 국소환 달린 공간 {\displaystyle X}가 열린 덮개 {\displaystyle \{U_{\alpha }\}}를 가져, 각 {\displaystyle U_{\alpha }}가 아핀 스킴을 이루는 경우 {\displaystyle X}를 스킴이라고 한다.:74:44, Definition 3.8:97, Définition I.2.1.2

### 점함자를 통한 정의
스킴의 개념은 다음과 같이 더 추상적으로 정의할 수도 있다.:Chapitre I
아핀 스킴의 범주 {\displaystyle \operatorname {Aff} =\operatorname {CRing} ^{\operatorname {op} }} 위에, 자리스키 위상에 대한 그로텐디크 위상을 주면 {\displaystyle \operatorname {Aff} }는 위치를 이룬다. 이 위치 위의 (집합 값을 갖는) 층의 범주 {\displaystyle \operatorname {Sh} (\operatorname {Aff} )}를 생각하자. 이는 토포스를 이룬다. 이 그로텐디크 위상은 준표준 위상이다. 즉, 임의의 가환환 {\displaystyle R}에 대하여, 준층
{\displaystyle \hom _{\operatorname {Aff} }(-,R)=\hom _{\operatorname {CRing} }(R,-)\colon \operatorname {Aff} ^{\operatorname {op} }\to \operatorname {Set} }
은 층을 이룬다. 이를 통해 포함 함자
{\displaystyle I\colon \operatorname {Aff} \to \operatorname {Sh} (\operatorname {Aff} )}
{\displaystyle I\colon R\to \hom _{\operatorname {Aff} }(-,R)}
를 정의할 수 있으며, 가환환을 층으로 여길 수 있다.
가환환 {\displaystyle R}와 그 속의 아이디얼 {\displaystyle {\mathfrak {a}}\subseteq R}이 주어졌을 때, 층 {\displaystyle I(R)}의 다음과 같은 부분층을 정의할 수 있다.:Exemple I.3.5
{\displaystyle I_{\mathfrak {a}}(R)\colon S\mapsto \{\phi \in \hom _{\operatorname {CRing} }(R,S)\colon S=S\phi ({\mathfrak {a}})\}}
준층 {\displaystyle F\colon \operatorname {Aff} ^{\operatorname {op} }\to \operatorname {Set} }의 열린 부분층은 다음 조건을 만족시키는 부분층 {\displaystyle U\subseteq F}이다.:Définition I.3.6
- 임의의 가환환 {\displaystyle R} 및 층 사상 {\displaystyle f\in \hom _{\operatorname {Sh} (\operatorname {Aff} )}(I(R),F)}에 대하여, {\displaystyle I(R)}의 부분층 {\displaystyle f^{-1}(F)\subseteq I(R)}는 {\displaystyle f^{-1}(F)=I_{\mathfrak {a}}(R)}가 되는 아이디얼 {\displaystyle {\mathfrak {a}}\subseteq R}가 존재한다.

층 {\displaystyle F\in \operatorname {Sh} (\operatorname {Aff} )}가 다음 조건을 갖는 표현 가능 열린 부분층 {\displaystyle \{U_{i}\cong \hom _{\operatorname {CRing} }(R_{i},-)\}_{i\in I}}들을 갖는다고 하자.
- 임의의 체 {\displaystyle K\in \operatorname {Aff} }에 대하여, {\displaystyle \textstyle \bigcup _{i\in I}\hom _{\operatorname {Sh} (\operatorname {Aff} )}(I(K),U_{i})=\hom _{\operatorname {Sh} (\operatorname {Aff} )}\left(I(K),F\right)}이다.

그렇다면 이 조건들을 만족시키는, {\displaystyle \operatorname {Sh} (\operatorname {Aff} )}의 충만한 부분 범주를 정의할 수 있다. 이 범주를 스킴의 범주 {\displaystyle \operatorname {Sch} }로 정의하며, 스킴은 이 범주의 원소이다.:§I.3.11
이 두 정의는 서로 동치이다. 구체적으로, 국소환 달린 공간으로서의 스킴 {\displaystyle X}가 주어지면, 다음과 같은 준층을 정의할 수 있다.
{\displaystyle \operatorname {Aff} ^{\operatorname {op} }\to \operatorname {Set} }
{\displaystyle \operatorname {Spec} R\mapsto \hom _{\operatorname {Sch} }(\operatorname {Spec} R,X)}
즉, 이는 {\displaystyle \operatorname {Spec} R}에 대하여, {\displaystyle X}의 {\displaystyle \operatorname {Spec} R}-점들의 집합을 대응시킨다. 이를 점함자(영어: functor of points)라고 한다. 이 준층은 자리스키 위상에 대하여 층을 이루며, 위 조건에 따라 스킴이 되는 것을 보일 수 있다.

### 스킴의 사상의 해석
스킴 사상 {\displaystyle f\colon X\to Y}가 주어졌을 때, 이를 다음과 같이 세 가지로 해석할 수 있으며, 이에 따라 스킴 사상을 서로 다른 용어로 부른다.
- {\displaystyle f}는 {\displaystyle Y} 위의 스킴을 정의한다. 이는 {\displaystyle Y}가 체(의 스펙트럼)인 경우의 일반화이다.
- {\displaystyle f}는 {\displaystyle Y}의 {\displaystyle X}-점을 정의한다. 이는 {\displaystyle X}가 체(의 스펙트럼)인 경우의 일반화이다.
- {\displaystyle f}는 {\displaystyle Y}에 의해 매개되는 족을 정의한다. 이는 {\displaystyle X}와 {\displaystyle Y} 둘 다 유한 차원이며, {\displaystyle \dim X\geq \dim Y}인 경우의 일반화이다.

#### S위의 스킴
스킴 {\displaystyle S}가 주어졌을 때, {\displaystyle S} 위의 스킴의 범주 {\displaystyle \operatorname {Sch} /S}는 {\displaystyle S}에 대한 조각 범주이며, {\displaystyle S} 위의 스킴(영어: S-scheme 또는 영어: scheme over S)은 그 대상이다. 즉, S 위의 스킴 {\displaystyle (X,f)}은 스킴 {\displaystyle X}와 스킴 사상 {\displaystyle f\colon X\to S}의 순서쌍이다.:78 {\displaystyle K}가 체나 가환환이라면, {\displaystyle K} 위의 스킴은 {\displaystyle \operatorname {Spec} K} 위의 스킴과 같다. {\displaystyle \operatorname {Spec} \mathbb {Z} }는 스킴의 범주의 끝 대상이므로, "{\displaystyle \mathbb {Z} } 위의 스킴"은 "스킴"과 같은 뜻이다.

#### 점
스킴 {\displaystyle X}는 위상 공간이므로, 위상 공간으로서의 점을 정의할 수 있다. 스킴은 일반적으로 T1 공간이 아니므로, 닫힌 점과 닫히지 않은 점을 구분할 수 있다. 스킴의 닫히지 않은 점은 일반점이라고 한다. 닫힌 점은 대수다양체의 실제 "점"에 대응하며, 닫히지 않은 점은 (그 폐포를 취하면) 닫힌 부분 스킴에 대응한다.
보다 일반적으로, 임의의 스킴 {\displaystyle S}에 대하여, {\displaystyle X}의 {\displaystyle S}-점(영어: {\displaystyle S}-point)은 스킴 사상 {\displaystyle f\colon S\to X}를 뜻한다. 고전적으로는 {\displaystyle S}가 어떤 체 {\displaystyle K}의 스펙트럼인 경우를 다루며, 이 경우 {\displaystyle \operatorname {Spec} K\to X}는 {\displaystyle X}를 체 {\displaystyle K} 위에서 정의하였을 때의 점에 대응한다.
{\displaystyle X}의 기하학적 점(幾何學的點, 영어: geometric point)은 어떤 대수적으로 닫힌 체 {\displaystyle K}에 대한 {\displaystyle \operatorname {Spec} K}-점이다.

#### 족
스킴 {\displaystyle S}로 매개화되는 스킴의 족(族, 영어: family of schemes)은 스킴의 사상 {\displaystyle X\to S}이다.:70 스킴의 족 {\displaystyle f\colon X\to S}의, 점 {\displaystyle s\in S}에서의 올(영어: fiber)은 {\displaystyle s}에서의 줄기인 국소환 {\displaystyle ({\mathcal {O}}_{S,s},{\mathfrak {m}}({\mathcal {O}}_{S,s}))}의 잉여류체 {\displaystyle {\mathcal {O}}_{S,s}/{\mathfrak {m}}({\mathcal {O}}_{S,s})}에 대한 올곱
{\displaystyle X_{s}=X\times _{S}\operatorname {Spec} ({\mathcal {O}}_{S,s}/{\mathfrak {m}}({\mathcal {O}}_{S,s}))}
이다.:89 {\displaystyle X_{s}}는 위상 공간으로서 원상 {\displaystyle f^{-1}(s)}와 위상 동형이다.:92, Exercise II.3.10 따라서, 스킴 사상 {\displaystyle X\to S}은 체 위의 스킴들의 족으로 해석할 수 있다. 예를 들어, 정수환 {\displaystyle \mathbb {Z} } 위의 스킴 {\displaystyle S\to \mathbb {Z} }이 주어졌을 때, 이는 각 소수 {\displaystyle p}에 대한 스킴 {\displaystyle S\times _{\mathbb {Z} }\mathbb {F} _{p}} 및 유리수체 위의 스킴 {\displaystyle S\times _{\mathbb {Z} }\mathbb {Q} }의 족으로 해석할 수 있다.
스킴의 족은 매우 일반적인 개념이므로, 보통 평탄 사상을 이루는 평탄한 족(영어: flat family), 매끄러운 사상을 이루는 매끄러운 족(영어: smooth family) 등이 쓰인다.

### 몰입과 부분 스킴
두 국소환 달린 공간 {\displaystyle (Y,{\mathcal {O}}_{Y})}, {\displaystyle (X,{\mathcal {O}}_{X})} 사이의 사상 {\displaystyle \iota \colon Y\to X}가 다음 두 조건을 만족시킨다면, 열린 몰입(영어: open immersion)이라고 한다.
- {\displaystyle \iota }는 위상 공간의 열린 매장이다. 즉, {\displaystyle \iota }는 단사 함수이며, {\displaystyle \iota (Y)\subset X}는 열린집합이다.
- {\displaystyle \iota ^{*}{\mathcal {O}}_{X}\cong {\mathcal {O}}_{Y}}이다.

두 국소환 달린 공간 {\displaystyle (Y,{\mathcal {O}}_{Y})}, {\displaystyle (X,{\mathcal {O}}_{X})} 사이의 사상 {\displaystyle \iota \colon Y\to X}가 다음 두 조건을 만족시킨다면, 닫힌 몰입(영어: closed immersion)이라고 한다.
- {\displaystyle \iota }는 위상 공간의 닫힌 매장이다. 즉, {\displaystyle \iota }는 단사 함수이며, {\displaystyle \iota (Y)\subset X}는 닫힌집합이다.
- 층의 사상 {\displaystyle \iota ^{\#}\colon {\mathcal {O}}_{X}\to \iota _{*}{\mathcal {O}}_{Y}}은 전사 사상이다.

스킴 {\displaystyle (X,{\mathcal {O}}_{X})}의 열린 부분 스킴(영어: open subscheme)은 위상 공간으로서 {\displaystyle X}의 열린집합 {\displaystyle U\subset X}이며, {\displaystyle U} 위의 구조층은 층의 역상 {\displaystyle f^{*}{\mathcal {O}}_{X}}이다.:79, Exercise II.2.2; 85 이에 따라, 열린 몰입 {\displaystyle U\to X}가 존재한다.
스킴 {\displaystyle (X,{\mathcal {O}}_{X})} 위에, 준연접층인 아이디얼 층 {\displaystyle {\mathcal {J}}}가 주어졌을 때, {\displaystyle {\mathcal {J}}}에 대응하는 닫힌 부분 스킴(영어: closed subscheme)은 집합으로서 닫힌집합 {\displaystyle \operatorname {supp} {\mathcal {J}}\subseteq X}이며, 그 위의 구조층은 {\displaystyle ({\mathcal {O}}_{X}/{\mathcal {J}})|_{\operatorname {supp} {\mathcal {J}}}}이다.:85 이에 따라, 닫힌 몰입 {\displaystyle \operatorname {supp} {\mathcal {J}}\to X}가 존재한다. 스킴의 열린 부분 집합이 주어지면 이에 대응하는 열린 부분 스킴이 유일하게 결정되지만, 스킴의 닫힌 부분 집합이 주어지면 이에 대응하는 닫힌 부분 스킴은 유일하지 않을 수 있다.
스킴 {\displaystyle X}의 부분 스킴(部分scheme, 영어: subscheme, 프랑스어: sous-schéma)은 열린 부분 스킴의 닫힌 부분 스킴이다.:120, Définition I.4.1.3 {\displaystyle X}의 부분 스킴 {\displaystyle Y}의 부분 스킴 {\displaystyle Z}가 주어졌을 때, {\displaystyle Z}는 {\displaystyle X}의 부분 스킴이다.:120–121, Proposition I.4.1.6

## 성질

### 위상수학적 성질
모든 스킴은 위상 공간으로서 차분한 공간이며 따라서 콜모고로프 공간이다. 또한, 모든 스킴은 국소 콤팩트 공간이다. 그러나 스킴은 일반적으로 T1 공간이지 않을 수 있다.
구체적으로, 위상 공간 {\displaystyle X}에 대하여, 다음 세 조건이 서로 동치이며, 이를 만족시키는 위상 공간을 스펙트럼 공간(영어: spectral space)이라고 한다.
- {\displaystyle X\cong \operatorname {Spec} R}인 가환환 {\displaystyle R}가 존재한다.
- {\displaystyle X}는 유한 콜모고로프 공간들의 역극한이다.
- {\displaystyle X}는 콤팩트 콜모고로프 차분한 공간이며, {\displaystyle X}의 콤팩트 열린집합들의 모임은 {\displaystyle X}의 기저를 이루며, {\displaystyle X}의 두 콤팩트 열린집합 {\displaystyle C_{1},C_{2}\subseteq X}에 대하여, {\displaystyle C_{1}\cap C_{2}} 역시 콤팩트 집합이다.

그렇다면 임의의 위상 공간 {\displaystyle X}에 대하여, 다음 두 조건이 서로 동치이다.:58, Theorem 9
- 위상 공간으로서 {\displaystyle X}와 위상 동형인 스킴 {\displaystyle S}가 존재한다.
- 모든 {\displaystyle x\in X}에 대하여, 스펙트럼 공간을 이루는 열린 근방 {\displaystyle U\ni x}가 존재한다.

또한, 임의의 위상 공간 {\displaystyle X}에 대하여, 다음 조건들이 서로 동치이다.:60, Proposition 16
- 위상 공간으로서 {\displaystyle X}와 위상 동형인 분리 스킴 {\displaystyle S}가 존재한다.
- {\displaystyle X}는 어떤 스펙트럼 공간의 열린 부분 공간이다.
- {\displaystyle X}는 어떤 아핀 스킴의 열린 부분 스킴과 위상 동형이다.

### 범주론적 성질
스킴의 범주 {\displaystyle \operatorname {Sch} }는 유한 완비 범주이지만, 완비 범주도, 쌍대 완비 범주도, 심지어 유한 쌍대 완비 범주도 아니다. 구체적으로, 스킴의 범주는 다음과 같은 (쌍대) 극한을 갖는다.
- 모든 유한 극한이 존재한다.
  - 유한 곱 {\displaystyle X_{1}\times \dotsb \times X_{n}}이 존재한다. 다만, 일반적으로 스킴의 곱은 위상 공간으로서의 곱과 다르다.
  - 끝 대상이 존재하며, {\displaystyle \operatorname {Spec} \mathbb {Z} }이다. 이는 {\displaystyle \mathbb {Z} }가 가환환의 범주 {\displaystyle \operatorname {CRing} }의 시작 대상이기 때문이다.
  - 올곱 {\displaystyle X\times _{Z}Y}가 존재한다. 이 때 {\displaystyle Z=\operatorname {Spec} \mathbb {Z} }로 놓으면 이는 일반적인 곱이 된다. 스킴의 올곱은 밑 변환(-變換, 영어: base change)이라고 한다. 즉, 이는 {\displaystyle Z} 위의 스킴 {\displaystyle X}를 {\displaystyle Y} 위의 스킴 {\displaystyle X\times _{Z}Y}으로의 밑 변환이다.
- 임의의 (작은) 쌍대곱 {\displaystyle \bigsqcup _{i\in I}X_{i}}이 존재한다. 이는 스킴의 분리합집합이다.
- 시작 대상이 존재하며, {\displaystyle \operatorname {Spec} 0} (자명환 {\displaystyle \{0\}}의 스펙트럼)이다. 이는 자명환 {\displaystyle 0}이 가환환의 범주 {\displaystyle \operatorname {CRing} }의 끝 대상이기 때문이다. 위상 공간으로서 이는 공집합이다.

하지만 스킴의 범주에서는 다음과 같은 (쌍대) 극한들이 존재하지 않는다.
- 스킴들의 무한 곱은 일반적으로 존재하지 않는다. (다만, 아핀 스킴들의 무한 곱은 가환환의 무한 쌍대곱이므로 존재한다.)
- 스킴들의 밂은 일반적으로 존재하지 않는다.
  - 두 스킴 {\displaystyle X,Y} 및 열린 몰입 {\displaystyle Z\hookrightarrow X}, {\displaystyle Z\hookrightarrow Y}이 존재하였을 때 {\displaystyle X\cup _{Z}Y}는 존재한다. 즉, 스킴을 열린 부분 스킴을 통해 이어붙일 수 있다.
  - 두 스킴 {\displaystyle X,Y} 및 닫힌 몰입 {\displaystyle Z\hookrightarrow X}, {\displaystyle Z\hookrightarrow Y}이 존재하였을 때 {\displaystyle X\cup _{Z}Y}는 존재한다. 즉, 스킴을 닫힌 부분 스킴을 통해 이어붙일 수 있다.[7]:Corollary 3.9

#### 아핀 스킴과의 관계
아핀 스킴의 범주 {\displaystyle \operatorname {Aff} }는 (대수 구조 다양체의 범주인 가환환 범주 {\displaystyle \operatorname {CRing} }의 반대 범주이므로) 완비 범주이자 쌍대 완비 범주이다.
아핀 스킴의 범주 {\displaystyle \operatorname {Aff} }는 스킴의 범주 {\displaystyle \operatorname {Sch} }의 반사 부분 범주이다. 포함 함자 {\displaystyle I\colon \operatorname {Aff} \hookrightarrow \operatorname {Sch} }의 왼쪽 수반 함자는 구조층의 대역적 단면환의 스펙트럼이다.
{\displaystyle R\colon \operatorname {Sch} \to \operatorname {Aff} }
{\displaystyle R\colon (X,{\mathcal {O}}_{X})\mapsto \operatorname {Spec} \Gamma (X,{\mathcal {O}}_{X})}
{\displaystyle R\dashv I}
즉, 아핀 스킴의 극한은 스킴의 극한과 일치한다. 반대로, 스킴의 쌍대극한은 (만약 존재한다면) 아핀 스킴의 쌍대극한과 일반적으로 일치하지 않지만, 스킴의 쌍대극한에 {\displaystyle R} 함자를 가하면 이는 아핀 스킴의 쌍대극한과 일치한다.

#### 국소환 달린 공간과의 관계
모든 국소환 달린 공간의 범주 {\displaystyle \operatorname {LocRingSp} }는 완비 범주이자 쌍대 완비 범주이다.
포함 함자
{\displaystyle \operatorname {Sch} \to \operatorname {LocRingSp} }
에 따라, 스킴의 범주는 국소환 달린 공간의 범주의 충만한 부분 범주를 이룬다.
이 포함 함자는 쌍대극한을 보존하지 않으며, 일반적 극한도 보존하지 않는다. 그러나 이는 유한 극한을 보존한다.:Theorem 8

### 그로텐디크 위상
스킴의 범주 {\displaystyle \operatorname {Sch} } 위에는 다양한 그로텐디크 준위상들이 존재한다. 이들은 공통적으로 다음과 같은 형태로 정의된다.
어떤 스킴 사상들의 모임 {\displaystyle {\mathfrak {M}}}이 주어졌을 때, {\displaystyle X}의 덮개는 다음 조건을 만족시키는 사상들의 집합 {\displaystyle \{f_{i}\colon Y_{i}\to X\}_{i\in I}}이다.
- {\displaystyle \{f_{i}\}_{i\in I}\subset {\mathfrak {M}}}
- 집합으로서, {\displaystyle \bigcup _{i}f(Y_{i})=X}이다.

이에 따라, 다음과 같은 위상들을 정의할 수 있다.
| 이름                                                     | 덮개를 이루는 사상       | 비고                                                                                          |
| -------------------------------------------------------- | ------------------------ | --------------------------------------------------------------------------------------------- |
| 자리스키 위상 {\displaystyle \operatorname {Zar} }       | 열린 몰입                | 이는 고전적인 자리스키 위상으로부터 유도된다.                                                 |
| 에탈 위상 {\displaystyle \operatorname {{\acute {E}}t} } | 에탈 사상                |                                                                                               |
| fppf 위상                                                | 국소 유한 표시 평탄 사상 | 충실하게 평탄 유한 표시(프랑스어: fidèlement plate de présentation finie)의 프랑스어 머릿글자 |

이 밖에도, 다음과 같은 위상들이 존재한다.
- fpqc 위상: 충실하게 평탄한(프랑스어: fidèlement plate) 준콤팩트(프랑스어: quasi-compacte) 사상. 흔히 사용되는 위상 가운데 가장 섬세하다.
- 니스네비치 위상(Нисневич-, 영어: Nisnevich topology). 이는 예브세이 니스네비치(러시아어: Евсей А. Нисневич)가 도입하였으며, 대수적 K이론 · {\displaystyle \mathbb {A} ^{1}} 호모토피 이론 · 모티브 이론에서 쓰인다.
- 신토믹 위상(영어: syntomic topology).[9] 이는 일부 경우 평탄 위상보다 더 계산하기 쉬우며, 주로 수론에서 쓰인다.

이 위상들은 다음과 같이, 섬세함에 대하여 전순서 집합을 이룬다. (여기서 오른쪽으로 갈 수록 더 섬세한 위상이다.)
비이산 위상 → 자리스키 위상 → 니스네비치 위상 → 에탈 위상 → fppf 위상 → fpqc 위상 → 표준 위상 → 이산 위상
fpqc 위상은 흔히 사용되는 가장 섬세한 그로텐디크 위상이므로, 흔히 사용되는 모든 그로텐디크 위상들은 준표준 위상이다 (즉, 표현 가능 준층은 항상 층을 이룬다).

## 종류
스킴 이론에서는 수많은 기술적인 용어들이 사용된다. 우선, 위상 공간의 성질을 스킴에 적용할 수 있다.
- 기약 스킴은 위상 공간으로서 기약 공간인 스킴이다.
- (준)콤팩트 스킴(영어: (quasi-)compact scheme)은 위상 공간으로서 콤팩트 공간인 스킴이다. 주의할 것은 대수기하학에서는 "콤팩트" 대신 "준콤팩트"(영어: quasicompact)를 사용하고, "콤팩트 하우스도르프" 대신 "콤팩트"를 사용하는 경우가 잦다. 물론 스킴은 거의 항상 하우스도르프 공간이 아니다.
- 연결 스킴(영어: connected scheme)은 위상 공간으로서 연결 공간인 스킴이다.
- 스킴의 (크룰) 차원(영어: (Krull) dimension)은  위상 공간으로서의 크룰 차원이다.

또한, 가환환의 성질을 스킴으로 일반화할 수 있다.
- 축소 스킴은 모든  열린 집합 {\displaystyle U\subset X}에서 구조층 {\displaystyle {\mathcal {O}}_{X}(U)}이 축소환인(0이 아닌 멱영원을 갖지 않는) 스킴 {\displaystyle X}이다.
- 뇌터 스킴은 뇌터 환의 스펙트럼으로 구성된 유한 열린 덮개가 존재하는 스킴이다.
- 정칙 스킴은 특이점을 갖지 않는 스킴이다. 즉, 모든 줄기가 정칙 국소환을 이루는 스킴이다.

이 밖에도, 다음과 같은 용어가 사용된다.
- 분리 스킴은 위상 공간의 하우스도르프 조건과 유사한 조건을 만족시키는 스킴이다.
- 정역 스킴은 기약 스킴인 축소 스킴이다.

일반적으로, 체 {\displaystyle K}가 주어졌을 때, {\displaystyle K} 위의 스킴의 성질 {\displaystyle P}가 다음 조건을 만족시킨다면, {\displaystyle P}를 기하학적 성질(幾何學的性質, 영어: geometric property)이라고 한다.
- 임의의 {\displaystyle K} 위의 스킴 {\displaystyle X\to \operatorname {Spec} K} 및 임의의 체의 확대 {\displaystyle L/K}에 대하여, 만약 {\displaystyle X\to \operatorname {Spec} K}가 {\displaystyle P}를 만족시킨다면, 올곱 {\displaystyle X\otimes _{\operatorname {Spec} K}\operatorname {Spec} L} 역시 ({\displaystyle L} 위의 스킴으로서) {\displaystyle P}를 만족시킨다.

스킴의 성질 {\displaystyle P}가 다음 조건을 만족시킨다면, {\displaystyle P}를 국소적 성질(局所的性質, 영어: local property)이라고 한다.
- 스킴 {\displaystyle X}가 {\displaystyle P}를 만족시킬 필요충분조건은 임의의 열린 부분 스킴으로 구성된 열린 덮개 {\displaystyle \{U_{i}\}_{i\in I}}에 대하여 모든 {\displaystyle U_{i}}가 {\displaystyle P}를 만족시키는 것이다.

### 대수다양체
대수적으로 닫힌 체 {\displaystyle K} 위의 대수다양체의 범주를 {\displaystyle \operatorname {Var} /K}라고 하자.{\displaystyle \operatorname {Sch} /K}는 {\displaystyle K} 위의 스킴의 범주라고 하자. 그렇다면 다음과 같은 함자 {\displaystyle t\colon \operatorname {Var} /K\to \operatorname {Sch} /K}가 존재하며, 이에 따라 {\displaystyle \operatorname {Var} /K}는 {\displaystyle \operatorname {Sch} /K}의 충만한 부분 범주를 이룬다.:78
대수다양체 {\displaystyle V}에 대하여, {\displaystyle t(V)}를 {\displaystyle V}의 자리스키 위상 아래 닫힌 집합들의 집합이라고 하자. {\displaystyle t(V)} 위에 위상을, 닫힌 집합의 {\displaystyle t}에 대한 상들이 닫힌 것으로 정의하자. 그렇다면 함수 {\displaystyle \alpha \colon x\to \{x\}}는 연속 함수이다. {\displaystyle {\mathcal {O}}_{V}}가 {\displaystyle V} 위의 다항식함수들의 층이라고 하자. 그렇다면 층의 상(image) {\displaystyle \alpha _{*}{\mathcal {O}}_{V}}는 {\displaystyle t(V)} 위의 환의 층 구조를 이룬다. 이에 따라 {\displaystyle t(V)}는 국소환 달린 공간의 구조를 갖춘다. 이 사상에 따라, 아핀 다양체의 상이 아핀 스킴임을 보일 수 있다. 대수다양체는 국소적으로 아핀 대수다양체인 공간이고, 스킴은 국소적으로 아핀 스킴인 공간이므로, {\displaystyle t}가 대수다양체에서 스킴으로의 함자임을 보일 수 있다. 또한, 이 스킴 {\displaystyle t(V)}의 경우, 상수함수로 인하여 정의되는 사상 {\displaystyle t(V)\to \operatorname {Spec} K}가 존재한다. 따라서 {\displaystyle t(V)}는 {\displaystyle K} 위의 스킴이다. 이 함자는 충실충만한 함자이다.:79 이 함자의 상은 유한형 정역 분리 스킴이다.:105
관련된 용어로서, 대수적 스킴(代數的scheme, 영어: algebraic scheme)은 체 위의 유한형 분리 스킴이다. 즉, 대수다양체는 정역 대수적 스킴이다.

### 사상의 종류
상당수의 형용사는 두 스킴 사이의 사상에 적용된다. 스킴 사이의 사상은 보통 계수체/환이 주어져 있는 스킴으로 여길 수 있으므로, 이러한 형용사는 스킴에도 적용될 수 있다. 예를 들어, 유한형 k 위의 스킴 {\displaystyle X}는 그 사상 {\displaystyle X\to \operatorname {Spec} k}이 유한형인 스킴이다.
- 유한형 사상: 대략 "유한 여차원"을 뜻한다.
- 유한 사상: 대략 "여차원 0"을 뜻한다.
- 평탄 사상: 대략 "올이 연속적으로 변하는 족을 이루는 사상"이다. 즉, 일부 특수한 점에서 올이 퇴화할 수 있으나, 이 "퇴화"가 "연속적"으로 일어남을 뜻하며, 이러한 특수한 점은 "측도 0"이어야 한다.
- 에탈 사상: 대략 "국소 위상 동형"에 해당한다. 즉, 매끄러운 사상 가운데 여차원이 0인 것이다.
- 매끄러운 사상: 대략 평탄 사상 가운데, "특수한" (올이 퇴화하는) 점이 없는 것을 뜻한다.
- 우세 사상(영어: dominant morphism)은 상이 조밀 집합인 스킴 사상이다.

이 밖에도, 일반위상수학에서 사용되는 연속 함수의 다음과 같은 성질들이 사용된다.
- 단사 함수
- 전사 함수
- 열린 함수
- 닫힌 함수
- 준콤팩트 함수

(그러나 스킴의 고유 사상은 일반위상수학의 고유 함수와 관계없다.)
스킴의 사상의 성질 {\displaystyle P}가 다음 조건을 만족시킨다면, 밑 변환에 대하여 안정적인 성질(영어: property stable under base change)이라고 한다.:90
- 스킴의 사상 {\displaystyle f\colon X\to Y}가 {\displaystyle P}를 만족시킨다면, 임의의 스킴 {\displaystyle Y'} 및 사상 {\displaystyle Y'\to Y}에 대하여, {\displaystyle X\times _{Y}Y'\to Y'} 역시 {\displaystyle P}를 만족시킨다.

예를 들어, 유한형 사상은 밑 변환에 대하여 안정적이다. 밑 변환에 대하여 안정적이지 않은 성질 {\displaystyle P}에 대하여, 보편 {\displaystyle P} 사상(영어: universally {\displaystyle P} morphism)은 다음과 같은 사상 {\displaystyle f\colon X\to S}이다.
- 임의의 사상 {\displaystyle S'\to S}에 대하여, 밑 변환 {\displaystyle f'\colon X\times _{S}S'\to S'}은 항상 {\displaystyle P} 사상이다.

## 예

### 위상 공간으로서 동형이지만 스킴으로서 동형이 아닌 두 스킴
가장 간단한 예로, 서로 동형이 아닌 체 {\displaystyle K}, {\displaystyle L}를 생각하자. 모든 체의 스펙트럼은 한원소 공간이지만, 서로 동형이 아닌 체에 대응하는 아핀 스킴은 스킴으로서 서로 동형이 아니다.

### 위상 공간으로서의 곱과 다른 스킴의 곱
스킴의 곱은 거의 항상 집합(또는 위상 공간)으로서의 곱과 일치하지 않으며, 후자보다 점이 더 많을 수도, 적을 수도 있다.
예를 들어, {\displaystyle K}가 체라고 하자. 그렇다면 {\displaystyle \operatorname {Spec} K}는 한원소 공간이며, 따라서 위상 공간으로서의 곱을 취한다면 여전히 한원소 공간을 얻는다.
{\displaystyle \operatorname {Spec} K\times _{\operatorname {Top} }\operatorname {Spec} K\cong \{\bullet \}}
그러나
{\displaystyle \operatorname {Spec} K\times _{\operatorname {Sch} }\operatorname {Spec} K=\operatorname {Spec} (K\otimes _{\mathbb {Z} }K)}
의 경우, {\displaystyle K\otimes _{\mathbb {Z} }K}는 체가 아닌 축소환이므로 2개 이상의 소 아이디얼을 가지며, 따라서 한원소 공간이 아니다. 이 스킴의 점들은 구체적으로 {\displaystyle k=\mathbb {F} _{\operatorname {char} K}} (또는 {\displaystyle \operatorname {char} K=0}인 경우 {\displaystyle k=\mathbb {Q} }) 위의 갈루아 군 {\displaystyle \operatorname {Aut} (K/k)}에 대응한다.:footnote 39
다른 예로, {\displaystyle X}와 {\displaystyle Y}가 서로 다른 표수의 체 위에 정의된 스킴이라면, {\displaystyle X\times Y}는 아무 점을 갖지 않는다.:footnote 38
체 위의 스킴의 경우, 체에 대한 올곱 역시 위상 공간으로서의 곱공간과 다르다. 예를 들어, 체 {\displaystyle K}에 대한 아핀 스킴 {\displaystyle \mathbb {A} _{K}^{1}=\operatorname {Spec} K[x]}을 생각하자.:91, Exercise II.3.9 그렇다면
{\displaystyle \mathbb {A} _{K}^{1}\times _{K}\mathbb {A} _{K}^{1}=\mathbb {A} _{K}^{2}=\operatorname {Spec} K[x,y]}
이다. 이 경우, {\displaystyle \operatorname {Spec} K[x,y]}의 점들의 집합은 {\displaystyle \mathbb {A} _{K}^{1}}의 점들의 집합의 제곱과 일반적으로 다르다. 이는 아핀 평면 속에는 곱으로 나타낼 수 없는 대수 곡선들이 존재하기 때문이다. 다만, 닫힌 점들로 국한할 경우, {\displaystyle \mathbb {A} _{K}^{2}}의 닫힌 점들은 {\displaystyle K^{2}}와 표준적으로 대응하므로, {\displaystyle \mathbb {A} _{K}^{2}}의 닫힌 점들은 {\displaystyle \mathbb {A} _{K}^{1}}의 닫힌 점들의 집합의 제곱과 같다.

## 역사
대수기하학의 이탈리아 학파는 대수다양체의 일반점의 개념을 도입하였으며, 바르털 레인더르트 판데르바르던은 1926년 책에서 일반점의 개념을 엄밀히 정의하였다. 이후 볼프강 크룰은 파리에서의 강의에서 임의의 가환환의 스펙트럼 및 그 위의 자리스키 위상을 정의하였으나 관중들은 크룰의 정의를 비웃었고, 크룰은 이 이론을 출판하지 않았다.
피에르 카르티에 역시 박사 학위 논문을 집필하던 중 그로텐디크의 스킴와 동치인 개념을 독자적으로 제안하였으나, 논문이 서론부터 지나치게 길어지는 것을 피하기 위하여 논문에 수록하지 않았다.
스킴의 개념은 알렉산더 그로텐디크가 그의 저서 《대수기하학 원론》 1권에서 처음으로 정의하였다. 원래 그로텐디크는 《대수기하학 원론》 초판에서 오늘날 "스킴"이라고 불리는 개념을 "준스킴"(영어: prescheme, 프랑스어: préschéma)라고 불렀고, 오직 분리 "준스킴"만을 "스킴"이라고 불렀다. 그러나 2판에서는 제약 없이 모든 준스킴을 스킴이라고 불렀고, 현재는 이 용어가 통용되고 있다.
그로텐디크는 스킴의 개념에 대하여 회고록에 다음과 같이 적었다.
| “ | 스킴이라는 아이디어 자체는 유치할 정도로 단순하다 — 얼마나 단순한지, 얼마나 촌스러운지, 나 이전에는 아무도 이렇게 하찮은 개념을 고려하지 않았다. 이러한 '무식함' 때문에, 해마다 나의 유식한 동료들은 증거에도 불구하고 이를 ‘별로 중요하지 않다’며 무시했던 것이다! 난 수십 년의 집중된 외로운 연구 끝에 동료들에게 내 이론이 "먹힌다"는 것을 확실히 증명하였다 — 이 새 언어는 너무나도 무식해서, 나는 구제 불능의 순진한 고집이 없었더라면 이 언어가 이러한 "표수 {\displaystyle p}의 기하학"에 대한 최초의 직관을 새로운 관점과 기법으로 구현하는지 시험할 수 없었을 것이다. "전문가"들에게는 이는 오직 바보들이나 시도하는, 전혀 성공할 희망이 없는 행위였다. 내 동료들과 친구들 가운데 이러한 생각을 떠올린 건 확실히 나 혼자였을 것이다. L’idée même de schéma est d’une simplicité enfantine — si simple, si humble, que personne avant moi n’avait songé à se pencher si bas. Si «bébête» même, pour tout dire, que pendant des années encore et en dépit de l’évidence, pour beaucoup de mes savants collègues, ̧ca faisait vraiment «pas sérieux»! Il m’a fallu d’ailleurs des mois de travail serré et solitaire, pour me convaincre dans mon coin que «ça marchait» bel et bien — que le nouveau langage, tellement bébête, que j’avais l’incorrigible naïveté de m’obstiner à vouloir tester, était bel et bien adéquat pour saisir, dans une lumière et avec une finesse nouvelles, et dans un cadre commun désormais, certaines des toutes premières intuitions géométriques attachées aux précédentes «géométries de caractéristique p». C’était le genre d’exercice, jugé d’avance idiot et sans espoir par toute personne «bien informée», que j’étais le seul sans doute, parmi tous mes collègues et amis, à pouvoir avoir jamais idée de me mettre en tête. | ” |
|   | — :51 |   |

## 같이 보기
- 대수다양체
- 대수적 공간
- 스택 (수학)